# Ford Model B (1932)
Ford Model B — автомобиль Ford, производство которого началось в 1932 году и продолжалось до 1934 года. Это была обновлённая версия Ford A, которой на смену пришёл Ford Model 48 в 1935 году. На автомобиль устанавливали 4-цилиндровый двигатель (улучшенная версия двигателя Ford Model A), но Ford также производил очень похожую модель с 8-цилиндровым двигателем. Автомобиль с V8 обозначался, как Model 18 (1-модель, 8-число цилиндров), иногда его называют Ford V‑8.
До этого времени Ford единовременно производил только одну модель, каждый раз с различными вариантами кузова, но сохранил идею единственной базовой модели, несмотря на возможность выбора двигателей и два связанных обозначения модели (это объясняет, почему разговорное название «Ford V‑8» само по себе было достаточно наглядным в начале 1930-х — это был «Форд» с мотором V8. Позднее различные модели «Форда» стали делать универсальными. Серии Ford Model B и Model 18 включали большое разнообразие форм кузова: 2-дверный родстер, 2-дверный кабриолет, 4-дверный фаэтон, 2-дверные и 4-дверные седаны, 4-дверные «woodie» универсалы, 2-дверная «Виктория», 2-дверный седан-кабриолет, 5-оконное купе, спортивное купе (постоянный softtop) и люксовое 3-оконное купе. Цены варьировались от $460 за родстер и $490 за купе до $650 за конвертируемый седан. Всего было произведено от 12 597 экземпляров родстеров до 124 101 экземпляров 2-дверных седанов. В настоящее время наиболее редки родстеры и купе, так как автомобили с этими кузовами наиболее популярны для гонок, и неповреждённые экземпляры практически не сохранились.
Компания Ford Motor также спроектировала упрощённую версию автомобиля Ford Model B для рынка Европы, известную как Model 'Y' (или Y Type Ford) у которой колёсная база была первоначально на 28 дюймов короче, чем у исходного «американца», а после того, как Model B была удлинена, база Model 'Y' стала короче уже на 34 дюйма. В это время заметные изменения в экстерьере, включая новую радиаторную решётку и более низкий передний бампер, были перенесены и на выпускавшийся английским филиалом «Форда» Model 'Y'. Эта модель была доступна только с 4-цилиндровым двигателем, тогда как V8 не ставился на европейские «Форды» до 1947 года, когда он появился на Ford V8 Pilot, выпускавшимся французским филиалом Ford SAF в Пуасси.
Ford Model 18 стал первым недорогим массовым автомобилем с двигателем типа V8 на американском и мировом рынках. Мощность его V8 составляла 65 л. с. (48 кВт) в начале производства, но в последующие годы её значительно подняли за счёт усовершенствования карбюратора и зажигания. Популярность Model 18 с V8 была существенно выше, чем Model B с «четвёркой», которая была по существу модернизированным вариантом двигателя Model A с коленвалом с противовесами, и усовершенствованной системой смазки.
Тем не менее, несмотря на утверждения, что именно данная модель стала основой для советского ГАЗ-М-1
```
|date         = 2018-04-17
|publisher    = 
Новые Известия

|access-date   = 2018-04-18
|lang         = ru
|archive-date = 2018-04-18
|archive-url  = 
https://web.archive.org/web/20180418230240/https://newizv.ru/news/tech/17-04-2018/nichego-svoego-sssr-voroval-vse-podryad-ot-oruzhiya-do-bizhuterii

|url-status     = live
```

}}</ref>, «Эмка» была спроектирована на базе более свежей модели Ford Model 40A образца 1933 года, но с переработанной ходовой частью (двумя продольными передними рессорами вместо одной поперечной) и с 4-цилиндровым двигателем, модернизированным по типу Ford Model B.

## 1933 Ford

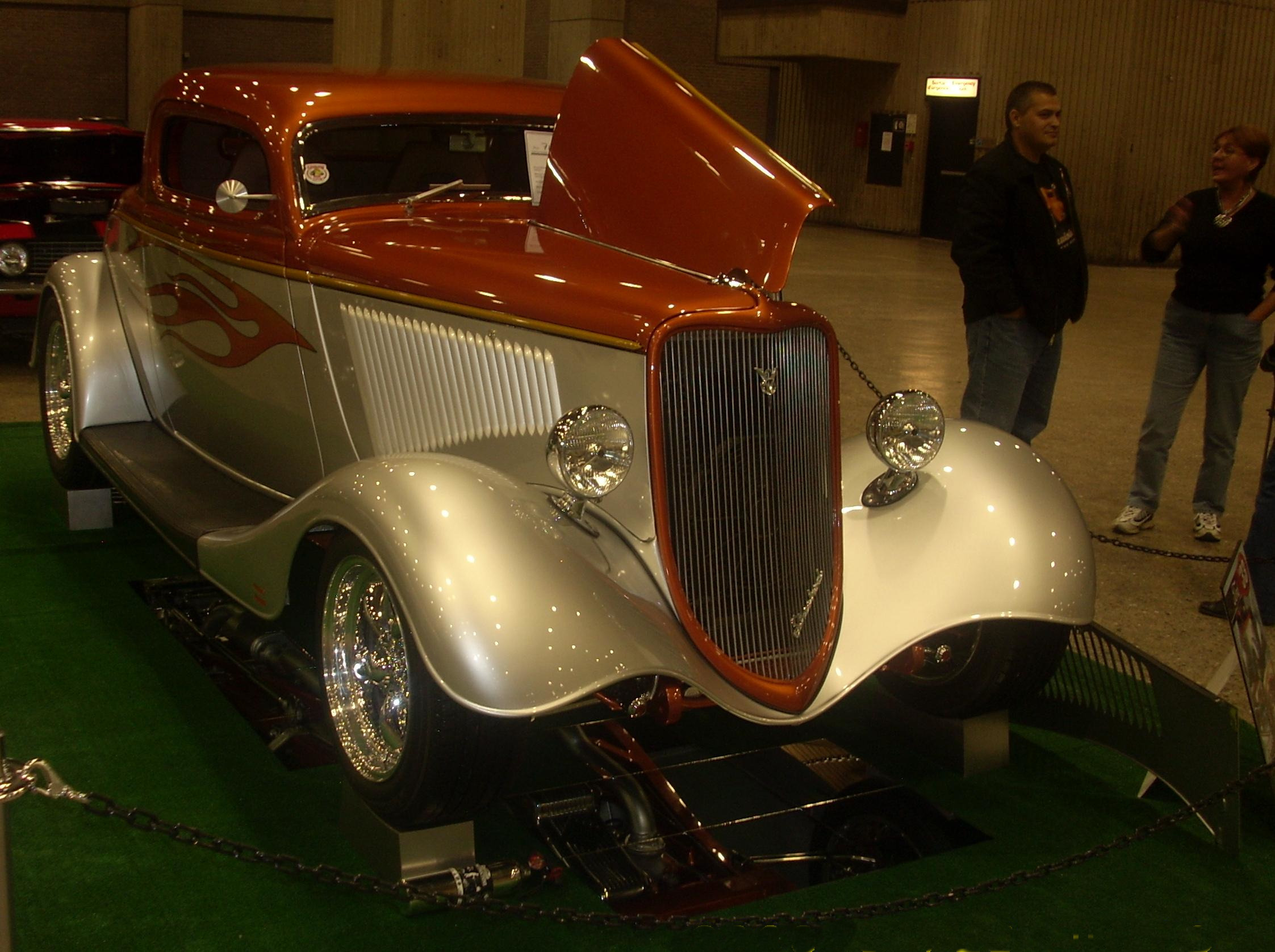

В 1933 году автомобиль был существенно изменён, особенно учитывая, насколько были важны изменения 1932 года. На второй год производства колёсная база Ford’а была увеличена с 2692 мм до 2845 мм. Решётка радиатора получила наклон у основания вперёд и стала напоминать 1932 Packard.
Мощность двигателя V8 также была увеличена до 75 л. с. (56 кВт) с изменением системы зажигания. 4-цилиндровый двигатель остался без изменений, но иногда упоминается как Model C. Ford Motor Company никогда не называла её «Улучшенный 4-цилиндровый двигатель», как двигатель «Model C».

## 1934 Ford

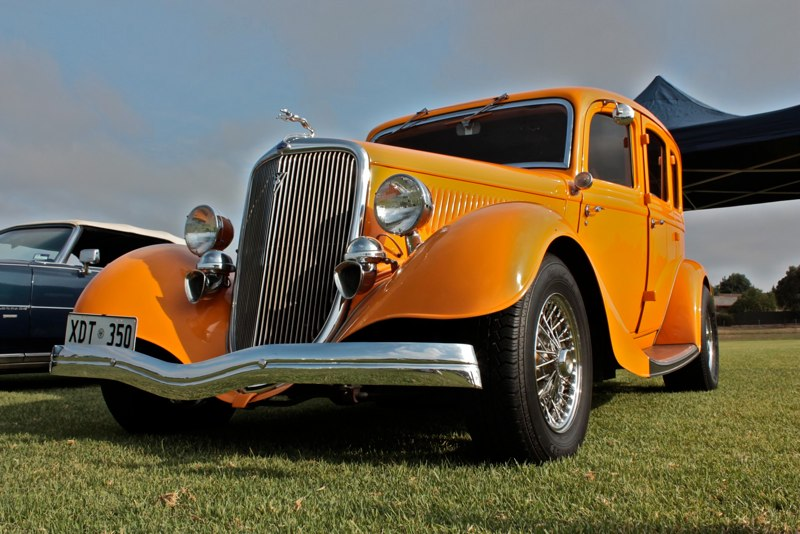

1934 Ford (называющийся Model 40A) не внёс столь существенных изменений, как в предыдущие два модельных года. Значимые изменения включали более плоскую решётку с более широкой рамкой и прямыми жалюзи капота. Мощность V8 была снова увеличена, на этот раз до 85 л. с. (63 кВт).